# Lubomierz
Lubomierz (in tedesco Liebenthal) è un comune urbano-rurale polacco del distretto di Lwówek Śląski, nel voivodato della Bassa Slesia.
Ricopre una superficie di 130,39 km² e nel 2004 contava 5 949 abitanti.